# Albatros (stengrund)
 For alternative betydninger, se Albatros. (Se også artikler, som begynder med Albatros)
Albatros er en stengrund, der ligger 1,5 sømil vest for Sjællands Odde. Den mindste dybde er på 3,2 m.
Grunden er opkaldt efter den tysk kanonbåd, Albatros, der grundstødte på dette sted i 1882. Der hersker tvivl om, hvad et tysk krigsskib havde at gøre i dansk territorialfarvand på den tid, men det menes, at fartøjet blev brugt til opmåling med henblik på at vurdere behovet for en udgravning af Kielerkanalen: Hvis de danske farvande var tilstrækkeligt farbare, var der måske ikke behov for investeringen i at etablere en alternativ rute mellem Østersøen og Nordsøen.